# Aeroportul Cleveland Burke Lakefront
Aeroportul Cleveland Burke Lakefront (IATA: BKL, ICAO: KBKL, FAA LID: BKL) este un aeroport din Downtown Cleveland⁠(d), Cleveland, Comitatul Cuyahoga, Ohio, Ohio, Statele Unite ale Americii ce deservește zona Cleveland. Aeroportul a fost tranzitat în 2019 de 25.686 de pasageri. A fost numit după Thomas A. Burke⁠(d).
Situat la o altitudine de 178 m, aeroportul dispune de 2 piste.

## Infrastructură

### Piste
Aeroportul dispune de 2 piste. Pista 06L/24R are suprafața de asfalt și dimensiunile 6.604 picioare × 150 picioare. Pista 06R/24L are suprafața de asfalt și dimensiunile 5.197 picioare × 100 picioare. 